# 連續記號

連續記號

連續記號（發音：[dal ˈseɲɲo]），又名從記號處反覆，簡稱D.S.，是一種樂譜符號，指從記號處再奏，指示演奏樂章至「D.S.」記號後歸回記號再次重複。返始常見有D.S. al fine和D.S. al Segno e poi la Coda（D.S. al Coda），前者從記號處再奏後，演奏至「Fine」或記號時終結全曲；後者從記號處再奏後，然後演奏至「Al Coda」或「To Coda」，再跳至「Coda」演奏後完結。

## 编码
在Unicode中，連續記號位於Unicode音樂記號區段，編碼為U+1D10B 𝄋 MUSICAL SYMBOL SEGNO。